# James Davison

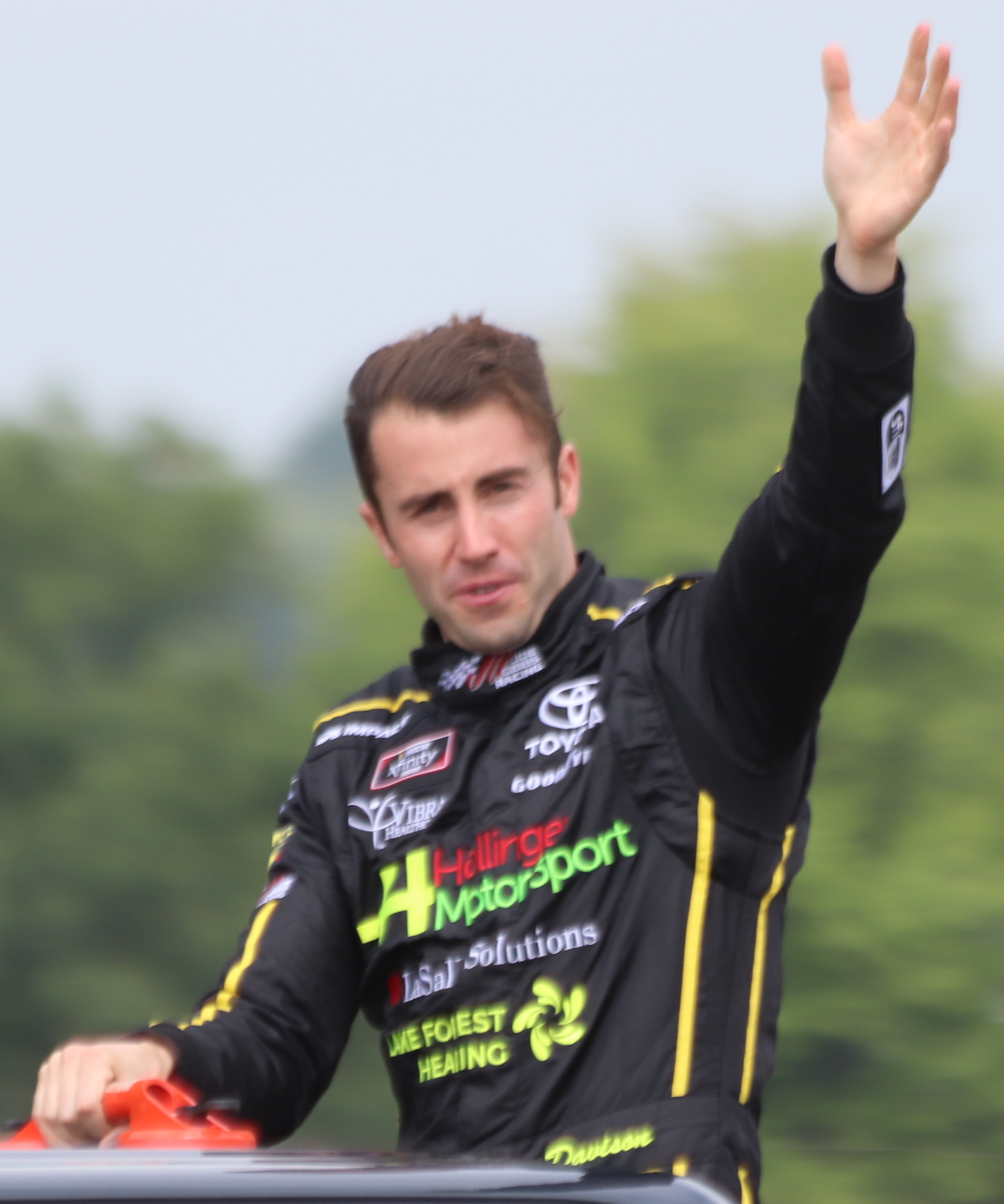
James Davison 2018

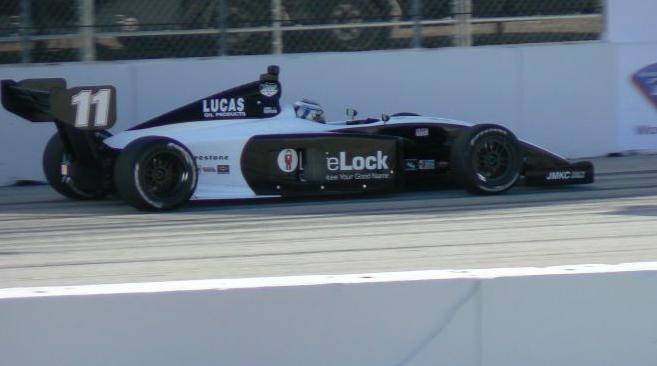
Davison in der Indy Lights 2008

James Davison (* 28. August 1986 in Melbourne) ist ein australischer Automobilrennfahrer. Er stammt aus einer australischen Rennfahrerfamilie.

## Karriere
2004 begann Davison seine Motorsportkarriere in der viktorianischen und australischen Formel Ford. 2005 wechselte er nach Nordamerika und trat in der US-amerikanischen Formel BMW an. Er gewann ein Rennen und wurde Sechster in der Fahrerwertung. 2006 nahm er an der Atlantic Championship teil. Während sein Teamkollege Simon Pagenaud den Meistertitel gewann, schloss Davison die Saison auf dem 17. Platz ab.
2007 wechselte Davison in die Star Mazda Series. Er gewann ein Rennen und wurde hinter Dane Cameron Vizemeister. 2008 ging er für Sam Schmidt Motorsports in der Indy Lights an den Start. Er gewann ein Rennen und schloss die Saison auf dem neunten Rang ab, während seine Teamkollegen Richard Antinucci und Ana Beatriz die Plätze zwei und drei belegten. 2009 wechselte Davison zu Vision Racing und bestritt seine zweite Indy-Lights-Saison. Er entschied ein Rennen für sich. Mit 447 zu 545 Punkten wurde er hinter J. R. Hildebrand Vizemeister.
Seit 2010 ist Davison ohne festes Cockpit. Von 2010 bis 2012 startete er bei insgesamt fünf Rennen der Rolex Sports Car Series. Darüber hinaus absolvierte er Ende 2011 IndyCar-Testfahrten für Andretti Autosport. 2012 und 2013 trat er zu insgesamt fünf Rennen des australischen Porsche Carrera Cups an.
2013 debütierte er für Dale Coyne Racing in der IndyCar Series und nahm an zwei Rennen teil. Ein 15. Platz war sein bestes Resultat. Außerdem fuhr er drei Rennen in der Continental Tire Sports Car Challenge. 2014 trat Davison für The Racer’s Group in der GTD-Klasse der United SportsCar Championship (USCC) an. Er erreichte den 21. Platz in der GTD-Wertung. Außerdem nahm er an vier Rennen der Continental Tire Sports Car Challenge teil und gewann dabei ein Rennen. Darüber hinaus trat Davison für KV Racing Technology zum Indianapolis 500 an. 2015 blieb Davison bei The Racer’s Group in der USCC. Nach dem achten Rennen belegte er den zehnten Platz in der GTD-Wertung. Darüber hinaus fährt Davison 2015 in der Pirelli World Challenge. Nach dem siebten Rennwochenende lag er auf dem fünften Platz der GT-Wertung. Außerdem nahm Davison 2015 für Dale Coyne Racing am Indianapolis 500 teil.

## Persönliches
Davison kommt aus einer australischen Rennfahrerfamilie. Seine Großeltern Lex und Diane, sein Vater Jon und sein Onkel Richard sowie seine Cousins Alex und Will Davison waren bzw. sind allesamt Rennfahrer. Zudem war Tony Gaze, der erste australische Formel-1-Fahrer, sein Stiefgroßvater.

## Statistik

### Karrierestationen
| - 2004: Viktorianische Formel Ford (Platz 6) - 2004: Australische Formel Ford (Platz 21) - 2005: US-amerikanische Formel BMW (Platz 6) - 2006: Atlantic Championship (Platz 17) - 2007: Star Mazda Series (Platz 2) - 2008: Indy Lights (Platz 9) - 2009: Indy Lights (Platz 2) - 2010: Rolex Sports Car Series, DP (Platz 46) - 2011: Rolex Sports Car Series, DP (Platz 33) | - 2012: Rolex Sports Car Series, GT (Platz 62) - 2012: Australischer Porsche Carrera Cup (Platz 20) - 2013: IndyCar Series (Platz 32) - 2013: Australischer Porsche Carrera Cup - 2013: Continental Tire Sports Car Challenge, GS (Platz 43) - 2014: USCC, GTD (Platz 21) - 2014: Continental Tire Sports Car Challenge, GS (Platz 37) - 2014: IndyCar Series (Platz 29) - 2015: USCC, GTD (Platz 15) | - 2015: Pirelli World Challenge, GT (Platz 4) - 2015: IndyCar Series (Platz 38) - 2016: Pirelli World Challenge, GT (Platz 7) - 2017: IndyCar Series (Platz 35) - 2018: IndyCar Series (Platz 40) - 2019: IndyCar Series (Platz 28) - 2020: IndyCar Series (Platz 34) |

### Einzelergebnisse in der IndyCar Series
| Jahr | Team                                                     | 1   | 2   | 3    | 4     | 5    | 6    | 7    | 8   | 9   | 10  | 11  | 12  | 13  | 14  | 15  | 16  | 17  | 18  | 19  | Punkte | Rang |
| ---- | -------------------------------------------------------- | --- | --- | ---- | ----- | ---- | ---- | ---- | --- | --- | --- | --- | --- | --- | --- | --- | --- | --- | --- | --- | ------ | ---- |
| 2013 | Dale Coyne Racing                                        | STP | ALA | LBH  | SAO   | INDY | DET  | DET  | TXS | MIL | IOW | POC | TOR | TOR | MDO | SNM | BAL | HOU | HOU | FON | 27     | 32.  |
| 2013 | Dale Coyne Racing                                        |     |     |      |       |      |      |      |     |     |     |     |     |     | 15  | 18  |     |     |     |     | 27     | 32.  |
| 2014 | KV Racing Technology                                     | STP | LBH | ALA  | IMS   | INDY | DET  | DET  | TXS | HOU | HOU | POC | IOW | TOR | TOR | MDO | MIL | SNM | FON |     | 34     | 29.  |
| 2014 | KV Racing Technology                                     |     |     | 1628 |       |      |      |      |     |     |     |     |     |     |     |     |     |     |     |     | 34     | 29.  |
| 2015 | Dale Coyne Racing                                        | STP | NOL | LBH  | ALA   | IMS  | INDY | DET  | DET | TXS | TOR | FON | MIL | IOW | MDO | POC | SNM |     |     |     | 10     | 38.  |
| 2015 | Dale Coyne Racing                                        |     |     |      | 27    |      |      |      |     |     |     |     |     |     |     |     |     |     |     |     | 10     | 38.  |
| 2017 | Dale Coyne Racing                                        | STP | LBH | ALA  | PHO   | IMS  | INDY | DET  | DET | TXS | ROA | IOW | TOR | MDO | POC | STL | WGL | SNM |     |     | 21     | 35.  |
| 2017 | Dale Coyne Racing                                        |     |     |      | 20°33 |      |      |      |     |     |     |     |     |     |     |     |     |     |     |     | 21     | 35.  |
| 2018 | Foyt with Byrd / Hollinger / Belardi                     | STP | PHO | LBH  | ALA   | IMS  | INDY | DET  | DET | TXS | ROA | IOW | TOR | MDO | POC | STL | POR | SNM |     |     | 10     | 40.  |
| 2018 | Foyt with Byrd / Hollinger / Belardi                     |     |     |      | 3319  |      |      |      |     |     |     |     |     |     |     |     |     |     |     |     | 10     | 40.  |
| 2019 | Dale Coyne Racing with Byrd and Belardi                  | STP | COA | ALA  | LBH   | IMS  | INDY | DET  | DET | TXS | ROA | TOR | IOW | MDO | POC | STL | POR | LAG |     |     | 36     | 28.  |
| 2019 | Dale Coyne Racing with Byrd and Belardi                  |     |     |      | 1215  |      |      |      |     |     |     |     |     |     |     |     |     |     |     |     | 36     | 28.  |
| 2020 | Dale Coyne Racing with Rick Ware Racing and Byrd Belardi | TXS | IMS | ROA  | ROA   | IOW  | IOW  | INDY | STL | STL | MDO | MDO | IMS | IMS | STP |     |     |     |     |     | 10     | 34.  |
| 2020 | Dale Coyne Racing with Rick Ware Racing and Byrd Belardi |     |     |      |       | 3327 |      |      |     |     |     |     |     |     |     |     |     |     |     |     | 10     | 34.  |

(Legende)

### Sebring-Ergebnisse
| Jahr | Team              | Fahrzeug                     | Teamkollege       | Teamkollege   | Platzierung | Ausfallgrund |
| ---- | ----------------- | ---------------------------- | ----------------- | ------------- | ----------- | ------------ |
| 2014 | The Racer’s Group | Aston Martin V12 Vantage GT3 | Al Carter         | David Block   | Rang 45     |              |
| 2015 | TRG-AMR           | Aston Martin V12 Vantage GT3 | Christina Nielsen | Brandon Davis | Rang 16     |              |